# Ostād Teymūrtāsh
Ostād Teymūrtāsh är en ort i Iran.   Den ligger i provinsen Nordkhorasan, i den nordöstra delen av landet, 500 km öster om huvudstaden Teheran. Ostād Teymūrtāsh ligger 1 160 meter över havet och antalet invånare är 273.
Terrängen runt Ostād Teymūrtāsh är lite bergig. Runt Ostād Teymūrtāsh är det ganska glesbefolkat, med 27 invånare per kvadratkilometer. Närmaste större samhälle är Bojnourd, 16,5 km öster om Ostād Teymūrtāsh. Omgivningarna runt Ostād Teymūrtāsh är i huvudsak ett öppet busklandskap.